# Szlovén labdarúgó-szövetség
A Szlovén labdarúgó-szövetség (Szlovénül: Nogometna zveza Slovenije). Szlovénia nemzeti labdarúgó-szövetsége. 1920-ban alapították. A szövetség szervezi a szlovén labdarúgó-bajnokságot, valamint a szlovén kupát. Működteti a szlovén labdarúgó-válogatottat, valamint a szlovén női labdarúgó-válogatottat. Székhelye Ljubljanában található.

## Történelme
A történelmi alapítása 1920-ra nyúlik vissza. Európában bekövetkezett társadalmi rendeződésnek köszönhetően 1991-ben újra alapították. A Nemzetközi Labdarúgó-szövetségnek (FIFA)  1992-től tagja. 1992-től az Európai Labdarúgó-szövetség (UEFA) tagja. Fő feladata a nemzetközi kapcsolatokon kívül, a  Szlovén labdarúgó-válogatott férfi és női ágának, a korosztályos válogatottak illetve a nemzeti bajnokság szervezése, irányítása. A működést biztosító bizottságai közül a Játékvezető Bizottság felelős a játékvezetők utánpótlásáért, elméleti (teszt) és cooper (fizikai) képzéséért.